# Apiomeris siamensis
Apiomeris siamensis är en mångfotingart som beskrevs av Filippo Silvestri 1917. Apiomeris siamensis ingår i släktet Apiomeris och familjen klotdubbelfotingar. Inga underarter finns listade i Catalogue of Life.